# Михаил Манасиев
Михаил К. Манасиев е български учител и революционер, деец на Върховния македоно-одрински комитет.

## Биография
Михаил Манасиев е роден на 12 юли 1873 година в Щип, тогава Османската империя. Завършва в 1891 година с шестия випуск Солунската българска мъжка гимназия. В 1900 година завършва химия в Софийския университет. Делегат е на Осмия македоно-одрински конгрес през април 1901 година от Оряховското македонско благотворително братство.
Учителства в Каварна и други български градове.
Умира през XX век, не по-рано от 1902 година.